# Психогігієна
Психогігіє́на — це система наукових знань і практичних заходів, спрямованих на збереження і зміцнення психічного здоров'я людини.
Виникла в кінці XIX століття разом з психопрофілактикою, коли виникла психіатрія як галузь наукового знання і з'явилася необхідність не тільки лікування, а й попередження, запобігання психічних порушень, психічних розладів. Основне завдання психогігієни — формування і підтримка психічного здоров'я.
Близькі до психогігієни завдання має психологія здоров'я, тому безсумнівним є взаємозв'язок цих наук, хоча деякі науковці навіть не схильні розрізняти ці поняття, вважаючи їх синонімічними.

## Історія
Цей термін був введений в 1900 році німецьким психіатром Робертом Зомером (1864—1937), який заснував в 1896 р. психіатричну клініку у місті Гіссені. Однак термін отримав визнання тільки завдяки зусиллям Кліфорда Уітінгема Бірса, спрямованих на поліпшення ситуації з психічно хворими: «початок сучасної психогігієни було закріплено в літературі з появою книги Кліфорда У. Бірса (США) „Розум, який знайшов себе“». Книга Бірса ґрунтувалася на його власному досвіді в якості пацієнта.
Основні завдання психогігієни, постульовані К. У. Бірсом і Адольфом Мейєром в 1908 році, такі:
- турбота про збереження психічного здоров'я, профілактика психічних і нервових захворювань та дефектних станів;
- поліпшення лікування психічно хворих і догляд за ними;
- роз'яснення значення психічних аномалій для проблем виховання, економічного життя, злочинності й узагалі людської поведінки.

Ці завдання повинні виконуватися за допомогою соціального забезпечення та взаємодії з громадськими та приватними благодійними організаціями.
У 1909 році Бірс заснував Національний комітет психічної гігієни, щоби продовжувати свою реформу лікування психічно хворих людей. У 1913 році він заснував «Клініку Кліфорда У. Бірса» в Нью-Гейвені.
У 1924 році німецьким психіатром Р. Зомером була заснована «Німецька асоціація психогігієни». 20 вересня 1928 року в Гамбурзі пройшов перший з'їзд Німецької асоціації психічної гігієни.
Перший Міжнародний конгрес з психічної гігієни відбувся у травні 1930 році в Вашингтоні.
Ідея психогігієни, іменованої також «психічною гігієною», зіграла свою роль в гетто Терезин (нім. Ghetto Theresienstadt) / концтаборі Терезієнштадт, де віденський лікар і засновник екзистенціального аналізу Віктор Франкл створив «Відділ психогігієни» — свого роду втручання в кризових ситуаціях. Більшість прибулих були непідготовлені й шоковані тим, з чим вони зіткнулися в Терезієнштадті. Франкл виходив з того, що при відповідній допомозі шанси на виживання будуть вищі, і попросив про співпрацю Регіну Йонас. Її завдання полягало в прийомі новоприбулих. Крім того, в цих умовах вона продовжувала також свою викладацьку й проповідницьку діяльність.
Ув'язнений в Терезієнштадті філософ Еміль Утіц використовував також це поняття. Вже 24 листопада 1942 року він зробив там доповідь під назвою «Гігієна душі в Терезієнштадті».
Генріх Менг у 1929 році став одним із засновників Франкфуртського психоаналітичного інституту, а після розпуску цього інституту в 1933 році за пропозицією швейцарського виховного закладу вирушив у Базель, щоби там вдосконалюватися в галузі педагогіки і психогігієни. Вже через чотири роки він став викладачем Базельського університету, в 1945 році був запрошений на спеціально створену для нього першу в Європі кафедру психогігієни.
Де Менг створив після Другої світової війни науково-дослідний центр, який відвідували вчені з усього світу. При щедрій підтримці швейцарських видавництв він створив наукову бібліотеку психогігієни. Одночасно були засновані в Швейцарії та в інших країнах товариства психогігієни, що присвячували себе різноманітним, переважно практичним завданням охорони психічного здоров'я.

## Медична та психологічна модель психогігієни
У медицині та в психології різні підходи до проблеми психічного здоров'я.
При медичному (психіатричному) підході психічне здоров'я розглядають як міру ймовірності розвитку психічної хвороби («негативне» визначення здоров'я як відсутність хвороби); про здоров'я судять із позицій психічних порушень й аномалій особистості як відхилень від норми (Карвасарський Б. Д. та інші).
При психологічному підході базуються на аналізі здорового функціонування особистості як позитивного процесу, описуваного через поняття самореалізації, самоактуалізації (Гольдштейн К., Маслоу А., Бюлер Ш.), повноцінного життя (Роджерс К.), автентичності (Дж. Бюдженталь), прагнення до змістовності (Франкл Ф.).

## Завдання психогігієни
К. Мірке бачить три рівні психогігієни:
- превентивна психогігієна має на меті збереження здоров'я людини й суспільства;
- реститутивна психогігієна намагається завчасно вжити відновлювальні та коригувальні заходи в життєвих кризах чи конфліктних ситуаціях;
- лікувальна психогігієна бере на себе вже існуючі обмеження, щоби зцілювати їх клінічними або психотерапевтичними методами.

Е. Шомбург сформулював такі основні потреби життя:
- кохання;
- безпека;
- визнання, ствердження, почуття успіху;
- простір для вільної та творчої діяльності;
- досвід позитивних спогадів;
- самоповага.

Психогігієна націлена на задоволення цих основних потреб.

## Розділи психогігієни
1. За масштабом:
  - організаційна
  - національна
  - особистісна
2. За віком:
  - психогігієна дитини та підлітка
  - психогігієна юнацького віку
  - психогігієна зрілого віку
  - психогігієна старшого віку
3. За критерієм активності:
  - праці
  - спілкування
  - трудової діяльності
  - спорту
  - відпочинку та побуту
  - сімейних стосунків

Складові здорової людини:
- соматичне (фізичне) здоров'я
- нервово-психічне здоров'я
- соціально-моральне.

## Методи психогігієни
- Санітарна просвіта
- Взаємозалежність психотерапії та психокорекції
- Методи оздоровлення на основі мистецтва та творчості
- Ментальні вправи
- Бібліотерапія

## Всесвітній день психічного здоров'я
Від 1992 року 10 жовтня відмічається Всесвітній день психічного здоров'я.